# 宋永毅
宋永毅（1949年12月15日—），中國大陸學者，後入籍美國，籍貫浙江慈溪，筆名肖瀟，在上海出生成長，以研究文化大革命與主編中國當代政治史資料庫知名。任职于美国加州州立大學洛杉磯分校（Cal State LA）、副教授级别。

## 生平
文革期間，21歲的宋永毅因為參加反對張春橋的紅衛兵武鬥，被打成反革命集團關了5年。被關期間的閱讀與省思，使他從毛澤東的狂熱追隨者變成反毛。
1977年，他考進上海师范大学中文系，1981年畢業。1989年赴美留学，1992年獲得科羅拉多大學波德分校東亞研究系文學碩士，1995年獲得印第安纳大学布魯明頓分校圖書館與資訊科學院碩士。
1999年，他回中國徵集紅衛兵小報，作為「文革數據庫」的一部分，結果中共以非法獲取「國家機密」和「不准出境的文件」罪名，將他關押了半年，並將資料沒收。他被捕引起美國國會的關切，紐約大學法學院教授暨亞美法研究所共同主任孔傑榮擔任他的辯護律師，哈佛大学費正清中國研究中心主任柯伟林等一百位歐美、澳洲的漢學家也寫信給胡錦濤要求釋放他。他於2000年1月被釋回到美國。
對於他被捕的真正原因有不同猜測，他本人認為是因為1998年他申请到蔣經國國際學術交流基金會三萬多美元的基金，啟動《中國文化大革命数据库》的工作，中国公安部、国家安全部認為項目受到美國中央情報局的支持，想阻止這個項目。
曾任美國匹茲堡大學東亞研究中心研究人員和東亞圖書館中國文獻學者，美國狄金森學院圖書館系技術部主任。2004年-2020年，任職於加州州立大學洛杉磯分校圖書館至退休。

## 学术贡献
《中国当代政治史数据库》，收录了三万多个文件，近三亿字。数据库的第一到第三部分：《中國文化大革命数据库 (1966–1976)》、《中國反右运动数据库》、《中国大跃进——大饥荒数据库 (1958–1964)》，先后于2002、2010和2013年由香港中文大学中国研究中心出版。第四部分《中國五十年代初中期的政治運動資料庫：從土地改革到公私合營 (1949–1956)》，由美国哈佛大学费正清研究中心出版。
這一數據庫系列是世界上第一個也是最大的有關毛澤東時代政治運動集體記憶的數據庫，也是以現代圖書館學和信息學技術建立起來的動態開放的電子數據庫。哈佛大学馬若德教授在序言中表示，資料庫的編者們為未來研究毛時代的歷史學家提供了出色的工具，整個研究領域也因此欠下了宋永毅教授和他的夥伴們一份沉甸甸的感謝之情。

## 獎項榮譽
- 2004年獲得雪城大學頒發獎金5000美元的美國21世紀圖書館員獎（21st Century National Librarian Award）。[18][19]
- 2005年獲得美國圖書館協會頒發獎金1000美元的保羅·哈羅德「勇氣獎」。[20]
- 2006年洛杉矶视觉艺术家协会主办的天安门17周年纪念晚会上，獲頒言论自由先锋奖。[21]
- 政右经左於2010年選他為百位华人公共知识分子之一。[22]
- 他主編完成的《中國當代政治史數據庫》於2014年獲得華人圖書館員協會（Chinese-American Librarian Association）的年度傑出服務獎。[23][24]

## 著作
- . 上海: 學林出版社. 1988. ISBN 978-7-80510-106-4.; 台北: 博遠出版. 1993
- 宋永毅; 孫大進. . 香港: 田圜書屋. 1997. ISBN 978-962-339-033-0.
- Yongyi Song; Dajin Sun; Eugene Wu. . Harvard-Yenching Library, Harvard University. 1998. ISBN 978-0-941128-06-3.
- 宋永毅; 周澤浩. Heterodox Thoughts During the Cultural Revolution, Parts I and II, Contemporary Chinese Thought 32, no. 4 (Summer 2001); 33, no. 1 (Fall 2001) （页面存档备份，存于）
- 《文革大屠杀》香港：开放出版社。2002
- Jian Guo; Yongyi Song; Yuan Zhou. . Scarecrow Press. 2006. ISBN 978-0-8108-5461-1.
- 《新编红卫兵资料》共115卷（美国，1999-2006）
- 《中國文化大革命資料庫 (1966–1976)》（香港，2006）
- 《中國反右運動資料庫》（香港，2010）
- 《中国大跃进——大饥荒数据库 (1958–1964)》（香港，2013）
- 《中國五十年代初中期的政治運動資料庫：從土地改革到公私合營 (1949–1956)》（香港，2014）
- 《广西文革机密档案资料》（国史出版社，2016）
- 《湖南道县及周边地区文革大屠杀机密档案》（国史出版社，2017；与程鹤合著）

同時發表有英文，俄文論文數十篇。

## 外部連結
- 当代中国运动历史数据库